# Dąbie, Storpolens vojvodskap
Dąbie (tyska: Eichstädt) är en stad i Powiat kolski i det polska vojvodskapet Storpolen. Dąbie, som omnämns i ett dokument från år 1232, har 2 087 invånare. Staden är belägen vid floden Ner.
Före andra världskriget fanns det omkring 1 000 judar i Dąbie. De flesta av dessa mördades i förintelselägret Chełmno.